# Ernst Krenek

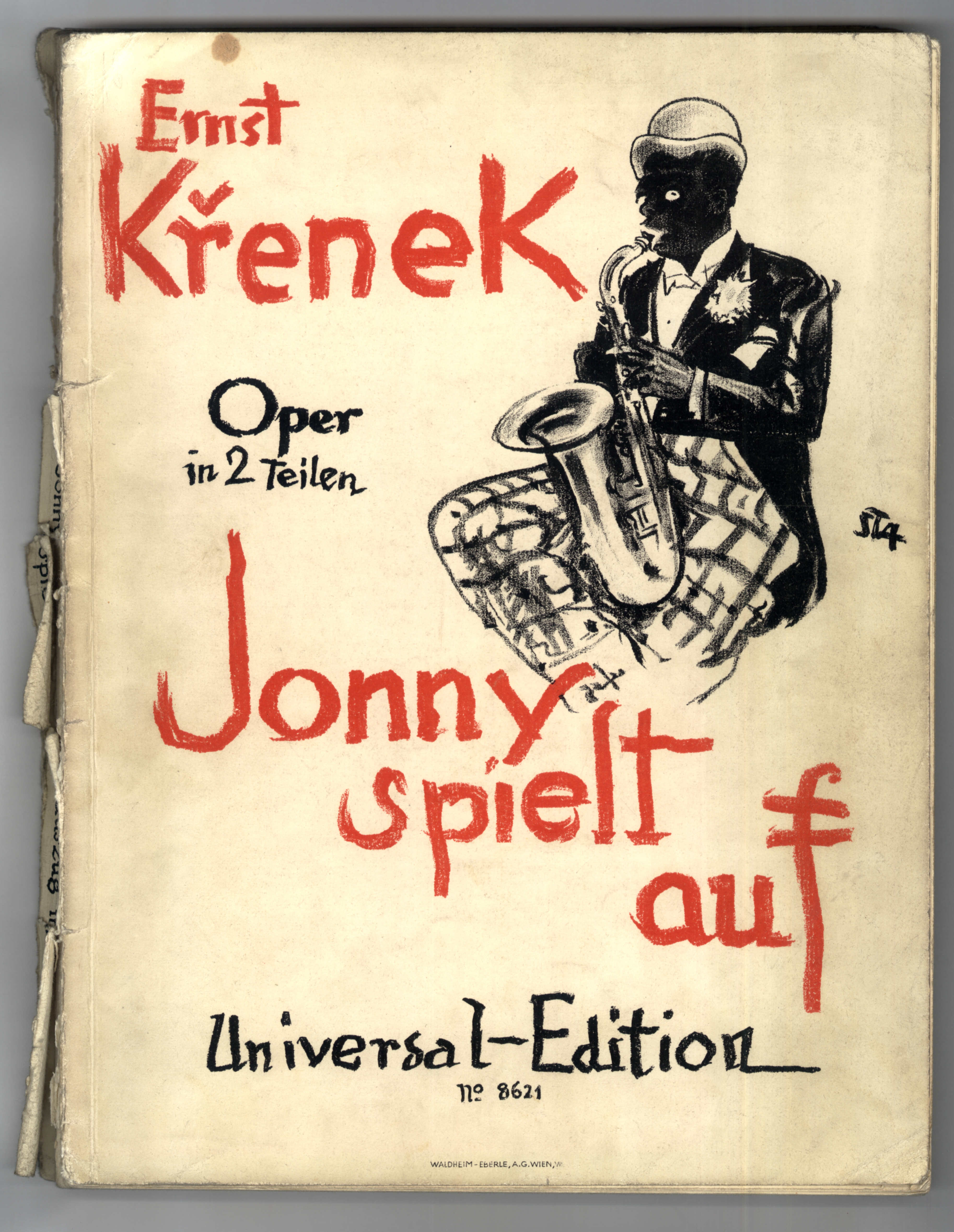
Ernst Krenek

Ernst Křenek (Viena, 23 de Agosto de 1900 — Palm Springs, 22 de Dezembro de 1991) foi um compositor austro-americano de ascendência checa. Estudou em Berlim com Franz Schreker.

## Obra

### Óperas
- Die Zwingburg op. 14 (1922, première na Berlin State Opera 1924, UE)
- Der Sprung über den Schatten, op. 17 (1923, Frankfurt 1924, UE)
- Orpheus und Eurydike, op. 21 (1923, Kassel 1926, UE)
- Bluff, Operette op. 36 (1924/5; Ms)
- Jonny spielt auf, op. 45 (Leipzig 1927, UE)
- Der Diktator op. 49 (Wiesbaden 1928, UE)
- Das geheime Königreich op. 50 (Wiesbaden 1928, UE)
- Schwergewicht, oder Die Ehre der Nation op. 55 (Wiesbaden 1928, UE)
- Leben des Orest, op. 60 (1929, Leipzig 1930, UE)
- Kehraus um St. Stephan op. 66 (1930, Bärenreiter)
- Karl V, op. 73 (1933, Praga 1938; revis. 1954. UE)
- Cefalo e Procri op. 77 (Veneza 1934, UE)
- Tarquin op. 90 (1940, Colónia 1950, UE)
- What Price Confidence? op. 111 (1945, Saarbrücken 1960, Bärenreiter)
- Dark Waters  op. 125 (Los Angeles 1950, publ. 1951 Bärenreiter)
- Pallas Athene weint op. 144 (Hamburg 1955, Schott/Universal)
- The Bell Tower op. 153 (1956, Urbana 1957, Bärenreiter)
- Ausgerechnet und verspielt op. 179 (Viena 1962, Bärenreiter)
- Der goldene Bock, op. 186 (1963, Hamburgo 1964,Bärenreiter)
- Der Zauberspiegel, op.192 (Munique 1966, Bärenreiter)
- Sardakai, oder Das kommt davon, op. 206 (1969, Hamburgo 1970, Bärenreiter)
- Flaschenpost aus Paradies, Fernsehstück mit elektronischer Musik op. 217 (1973, ORF Wien, não publicada)

### Ballets
- Mammon op. 37 (1925)
- Der vertauschte Cupido op. 38 (1925)
- Eight Column Line op. 85 (1939)

### Musica vocal

#### Coral
- Die Jahreszeiten (Hölderlin), op. 35 (1925)
- Kantate von der Vergänglichkeit des Irdischen, op. 72 (1932)
- Lamentatio  Jeremiae prophetae, op. 93 (1941–2)
- Santa Fe Timetable, op. 102 (1945)
- Missa duodecim tonorum, op. 165, coro e órgão (1957–8)
- O Holy Ghost, op. 186A (1964)
- Three Madrigals, SSA a cappella (1960)

#### Solo vocal
Com piano, excepto se indicado em contrário:
- Lieder, op. 19 sobre texto de Otfried Krzyzanowski e Friedrich Gottlieb Klopstock
- O Lacrymosa op. 48 (1926); escrito para Krenek por Rainer Maria Rilke, versão orq. op. 48a
- Reisebuch aus den österreichischen Alpen (texto de Krenek), op. 62 (1929)
- The Ballad of the Railroads op. 78 (1944, texto de Krenek)
- Sestina (texto de Krenek), op.161, soprano e 8 instrumentos (1957)

### Orquestral

#### Sinfonias
- Sinfonia no. 1, op. 7 (1921)
- Sinfonia no. 2, op. 12 (1922)
- Sinfonia no. 3, op. 16 (1922)
- Sinfonia para sopros e percussão, op. 34 (1924-25)
- Pequena Sinfonia op. 58 (1928)
- Sinfonia no. 4, op. 113 (1947)
- Sinfonia no. 5, op. 119 (1949)
- Sinfonia "Pallas Athene", op. 137 (1954)

#### Concertos e trabalhos concertantes
- concerto para violino no. 1, op. 29
- Pequeno concerto para cravo, órgão e orquestra de câmara, op. 88
- Concerto para violino, piano e pequena orquestra , op. 124
- Concerto para harpa e orquestra de câmara, op. 126
- concerto para violoncelo no. 1, op. 133
- concerto para violino no. 2, op. 140
- Capriccio para violoncelo e orquestra , op. 145
- concerto para violoncelo no. 2, op. 236
- 4 concertos para piano
- concertos para órgão, incl. concerto op. 230 para órgão e orq. de cortas, op. 235 com orq. completa

### Música de Câmara

#### Quartetos de cordas
- Quarteto de cordas no. 1, op. 6 (1921)
- Quarteto de cordas no. 2, op. 8 (1921)
- Quarteto de cordas no. 3, op. 20 (1923)
- Quarteto de cordas no. 4, op. 24 (1924)
- Quarteto de cordas no. 5, op. 65 em mi bemol (1930)
- Quarteto de cordas no. 6, op. 78 (1936)
- Quarteto de cordas no. 7, op. 96 (1944)
- Quarteto de cordas no. 8, op. 233 (1981)

#### Sonatas
- Para piano
  - No. 1, op. 2 em mi bemol (1919)
  - No. 2, op. 59 (1928)
  - No. 3, op. 92, no. 4 * (1943)
  - No. 4, op. 114 (1948)
  - No. 5, op. 121 (1950)
  - No. 6, op. 128 (1951)
  - No. 7, op. 240 (1988)
- Para violino
  - 2 com piano (no. 1 op. 3 em fá sustenido menor, e no. 2 op. 99)
  - 2 solo (op. 33 e 115)
- Para viola
  - Sonata para Viola Solo, Op. 92 No. 3 (1942)
  - Sonata para Viola e Piano, Op. 117 (1948)

### Outros
- Serenata para clarinete e trio de cordas, op. 4
- Suite para violoncelo solo, op. 84
- Suite para guitarra, op. 164
- Trio de cordas, op. 118
- Trio de cordas Parvula Corona Musicalis: ad honorem Johannis Sebastiani Bach, op. 122
- Trio de cordas em 12 estações, op. 237
- Monólogo para clarinete solo (1956)

### Música electrónica
- Spiritus Intelligentiae, Sanctus, op. 152, duas vozes e fita magnética (1956)
- San Fernando Sequence, op. 185 (1963)
- Exercises of a Late Hour, op. 200 (1967)
- Orga-Nastro, op. 212, órgão e fita magnética (1971)
- They Knew What They Wanted, op. 227, narrador, oboé, piano, percussão e fita magnética (1977)